# Peucedanum officinale
Peucedanum officinale és una espècie de planta herbàcia de la família de les apiàcies.

## Descripció

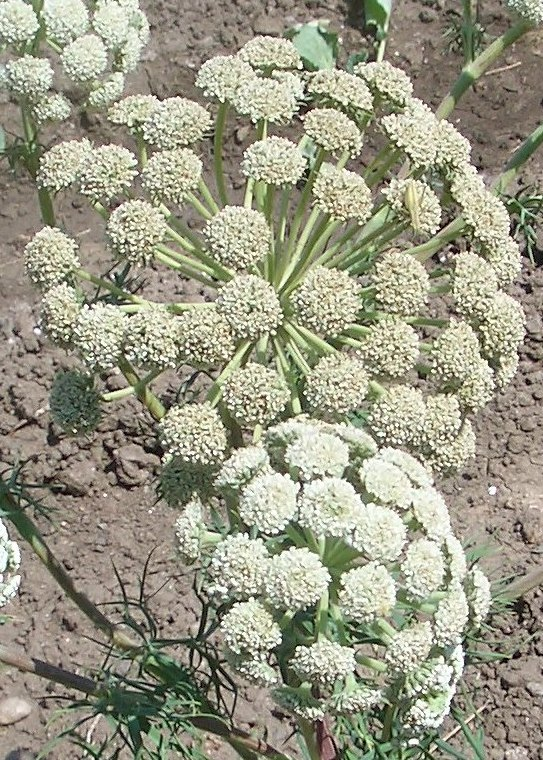
Inflorescència

És una planta perenne glabra amb tiges de fins a 2 m d'alçada, estriada, a vegades feble i poc angulada, de color vi negre, rodejada de restes fibroses de pecíols a la base i sorgida d'un sòcol robust. Les umbel·les de les flors de color groc verdós contrasten agradablement amb la espessa i irradiant massa de fulles verdes fosques i llargues, que porten lòbuls lineals i sèssils, atenuades als dos extrems i tenen marges estrets i cartilaginosos (és a dir, lòbuls individuals que s'assemblen a les fulles d'herba).

## Distribució i hàbitat
Es troba a pastures, zones de matollar obert, cunetes i vores de camins, en sòls més o menys secs, tant àcids com bàsics o ultrabàsics i, sovint, una mica nitrificats, generalment en petites poblacions estables i molt poc disperses; a una altitud de 10-1200 msnm. Es distribueix per gairebé tot Europa excepte el nord, Sibèria occidental, i possiblement alguna altra zona d'Àsia, essent més rara a les muntanyes del Marroc. Es troba dispersa per tota la península Ibèrica.